# にしぴりかの美術館
にしぴりかの美術館（にしぴりかのびじゅつかん）は、宮城県黒川郡大和町にある美術館である。

## 概要
障害者の美術作品を常設展示する。東北では岩手や福島の専門美術館に続いて、宮城県では初めての美術館。健常者の展示もある。

## 沿革
- 2015年（平成27年） 開設。
- 2017年（平成29年） 死刑囚による絵画展[3]。

## 規模
- およそ90㎡

## 主なコレクション
- 障害者の油彩画や水彩画、素描など約200点
- 堀井正明の作品群

## 開館時間
- 11：00～17：30[4]

## 休館日
- 毎週 木曜日、年末年始

## アクセス
- 東北自動車道大和ICから車で約5分
- 駐車場無料